# Philorus jacinto
Philorus jacinto is een muggensoort uit de familie van de Blephariceridae. De wetenschappelijke naam van de soort is voor het eerst geldig gepubliceerd in 1966 door Hogue.